# 비머 (LaTeX)

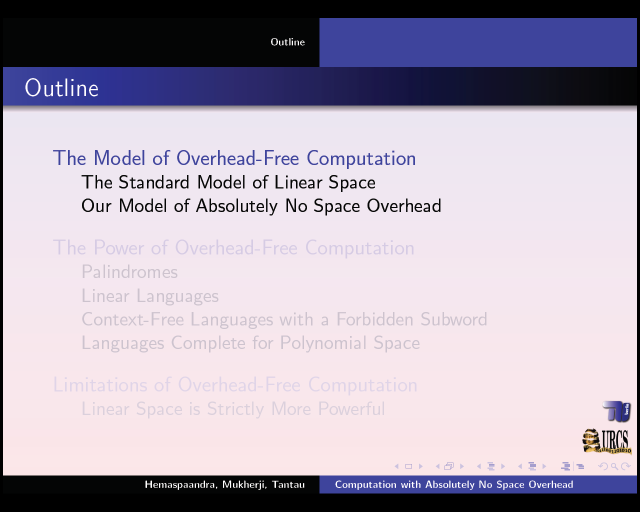

비머(독일어: Beamer)는 프레젠테이션 자료를 만드는 {\displaystyle \mathrm {L\!\!^{{}_{\scriptstyle A}}\!\!\!\!\!\;\;T\!_{\displaystyle E}\!X} } 클래스이다. pdflatex이나 dvips로 만든다. 발표자료를 비추는 빔 프로젝터를 독일어로 '비머'라고 부르는 것에서 이름이 유래했다.